# Diego Buonanotte
Diego Mario Buonanotte (Santa Fe, 1988. április 19.) argentin labdarúgó, aki középpályásként játszik. Jelenleg a Granada játékosa.

## Karrier

### River Plate
Buonanotte mindössze 17 évesen mutatkozott be a River Plate csapatában, 2006. április 9-én. 2007. október 7-én lőtte meg első gólját. 2007-ben az ő neve is ott volt a World Soccer Magazine "A világ 50 legérdekesebb tinédzsere" között.

### Málaga
2011. január 21-én öt évre aláírt a Málaga-hez.

### A válogatottban
Buonanotte nevezve volt Sergio Batista 18-as argentin keretében, a 2008-as Olimpiára. A bemutatkozó mérkőzésén Szerbia ellen, egy gyönyörű messzi szabadrúgás gólt lőtt.

## Sikerei, díjai

### Klubcsapatokkal
- River Plate:

Primera División: 2008

### Válogatottal
- Nyári Olimpiai játékok: 2008